# Svetovno prvenstvo v podvodnem hokeju 2002
Svetovno prvenstvo v podvodnem hokeju 2002 je potekalo v Calgaryju (Kanada).

## Rezultati

### Moški
1. Avstralija
2. Nova Zelandija
3. Francija
4. Nizozemska

### Ženske
1. Avstralija
2. Kanada
3. Republika Južna Afrika
4. ZDA

### Moški veterani
1. ZDA
2. Republika Južna Afrika
3. Združeno kraljestvo

### Ženske veteranke
1. Republika Južna Afrika
2. Avstralija
3. ZDA
4. Združeno kraljestvo

### Mladinci
1. Združeno kraljestvo
2. ZDA
3. Kanada